# Tiếng To
Tiếng To là một ngôn ngữ Mbum chưa được phân loại của miền bắc Cameroon và Cộng hòa Trung Phi. Nó chỉ được sử dụng như một ngôn ngữ thứ hai, đóng vai trò là ngôn ngữ thiêng liêng bí mật của nam giới người Gbaya.